# Iain De Caestecker
Iain De Caestecker (Glasgow, 1987. december 29. –) skót színész. 
Legismertebb alakítása Leopold Fitz A S.H.I.E.L.D. ügynökei című sorozatban. A Coronation Street című sorozatban szerepelt.

## Élete
1987. december 29-én született Glasgowban. Apai nagyapja révén belga származású. Van egy ikertestvére és két idősebb testvére.  Édesanyja, Dr. Linda De Caestecker a legnagyobb skóciai egészségügyi hivatal, az NHS Greater Glasgow and Clyde közegészségügyi igazgatója. A Glasgow-i Egyetem tiszteletbeli professzora.
A Hillhead Általános Iskolába járt. A Langside College-ban színészi és előadóművészi diplomát szerzett. Ann Skelly ír színésznő élettársa.

## Pályafutása
Első szerepe a Billy and Zorba című filmben volt. 
 2011-ben a The Fades című sorozatban tűnt fel. 2013-ban az Útvesztő című filmben szerepelt. 2013 és 2020 között A S.H.I.E.L.D. ügynökei című sorozatban volt főszereplő. 2014-ben a Lost River című filmben tűnt fel. 2016-ban A Pókember elképesztő kalandjai című sorozatban szinkronizált. 2018-ban az Overlord című filmben szerepelt, mint Morton Chase. 2020-ban a Roadkill című sorozatban alakította Duncan Nock karakterét. 2022-ben a The Control Room című sorozatban szerepelt.

## Filmográfia

### Filmek
| Év   | Magyar cím     | Eredeti cím              | Szerep       | Magyar hang |
| ---- | -------------- | ------------------------ | ------------ | ----------- |
| 1999 |                | Billy and Zorba          | Billy        |             |
| 2000 |                | The Little Vampire       | Nigel        |             |
| 2003 | Az alkoholista | 16 Years of Alcohol      | Frankie      |             |
| 2003 |                | All Over Brazil          | Steven       |             |
| 2012 |                | Up There                 | Tommy        |             |
| 2012 |                | Shell                    | Adam         |             |
| 2013 | Útvesztő       | In Fear                  | Tom          |             |
| 2013 |                | Not Another Happy Ending | Roddy        |             |
| 2013 | Mocsok         | Filth                    | Ocky         | Előd Álmos  |
| 2014 |                | Lost River               | Bones        |             |
| 2014 |                | Liam and Lenka           | Liam         |             |
| 2018 | Overlord       | Overlord                 | Morton Chase | Előd Álmos  |
| 2021 |                | Upstairs                 | Tim          |             |

### Televíziós szerepek
| Év        | Magyar cím                      | Eredeti cím                            | Szerep                  | Megjegyzések                            |
| --------- | ------------------------------- | -------------------------------------- | ----------------------- | --------------------------------------- |
| 2001–2003 |                                 | Coronation Street                      | Adam Barlow             | 54 epizód                               |
| 2001      |                                 | Monarch of the Glen                    | Angus "Ricky" MacDonald | 1 epizód                                |
| 2002      | Hegyimentők                     | Rockface                               | Dan                     | 1 epizód                                |
| 2009      |                                 | River City                             | Stuart                  | 1 epizód                                |
| 2009      |                                 | Taggart                                | Davy Kincaid            | 1 epizód                                |
| 2010      |                                 | Lip Service                            | Darren                  | 4 epizód                                |
| 2011      |                                 | The Fades                              | Paul Roberts            | minisorozat                             |
| 2011      |                                 | Young James Herriot                    | James Herriot           | minisorozat                             |
| 2012      |                                 | The Secret of Crickley Hall            | Percy Judd fiatalon     | minisorozat                             |
| 2013–2017 | A S.H.I.E.L.D. ügynökei         | Agents of S.H.I.E.L.D.                 | Leo Fitz                | főszereplő magyar hangja Czető Roland   |
| 2016      | A Pókember elképesztő kalandjai | Ultimate Spider-Man vs. the Sinister 6 | Leo Fitz (hangja)       | 1 epizód                                |
| 2016      |                                 | Agents of S.H.I.E.L.D.: Academy        | önmaga                  | 1 epizód                                |
| 2016      |                                 | Agents of S.H.I.E.L.D.: Slingshot      | Leo Fitz                | 1 epizód                                |
| 2020      | Roadkill                        | Roadkill                               | Duncan Nock             | minisorozat magyar hangja Szatory Dávid |
| 2020      |                                 | Us                                     | Douglas fiatalon        | minisorozat                             |
| 2022      |                                 | The Control Room                       | Gabe                    | minisorozat                             |
| 2023      | A tél királya                   | The Winter King                        | Artúr király            | főszereplő                              |